# 鳥居的對面，是未知的世界。
《鳥居的對面，是未知的世界。》（日语：鳥居の向こうは、知らない世界でした。）是由輕小說作家友麻碧創作、防人擔綱插畫，幻冬舍出版的輕小說系列。本作小說自2016年至2021年出版全5卷，是友麻碧繼《妖怪旅館營業中》、《淺草鬼妻日記》後，第三部奇幻題材的作品。講述孤獨的日本女大學生夏見千歲偶然穿越至名為「鄉」的異世界，成為見習藥師邂逅各方人士的見聞與經歷。
延伸改編漫畫分為入江アズマ作畫，副標題為《癒しの薬園と仙人の師匠》，在Denshi Birz連載並由幻冬舍Comics於2018年出版全1卷單行本的Denshi Birz版本，還有七瀨陽擔綱作畫，副標題為《～邪魔者扱いされた少女は癒やしの國で藥師になる～》，並於2023年6月4日至2024年9月26日在講談社旗下漫畫應用程式Palcy連載的Placy版，後者由講談社出版漫畫單行本全4卷。
在2023年5月的訪談中，本作被作者友麻碧定位為出道第一季時期的收尾作，並以當時創作中的《梅蒂亞轉生物語》作為邁入出道第二季時期的起始作品。

## 故事概要

### 背景設定
本作的故事起始背景設定於智慧型手機普及時代的地球，但和現實有所差異，在本作世界觀存在著需要透過特殊途徑才能抵達、存在著許多地球無法見及的罕見生物的異世界，也不乏地球人偶然穿越至異世界的案例。
本作的主要故事核心舞台是被稱作「鄉」的異世界裡，被描述為呈現融合類似中華文化和日本風格、政治主要採取君主制的國家「千國」，但隨著劇情推進也會延伸介紹其他國家。

### 劇情
本作故事環繞著日本的年輕大學生夏見千歲展開，講述千歲穿越至異世界的奇幻經歷。千歲自童年便和母親感情深厚，但自從母親過世、父親再婚後，她在家庭裡常處於無所依靠、被多數家人忽略的狀態。直至20歲生日那天，千歲偶然穿越了神社的鳥居抵達名為「千國」的奇幻國度，被當地的仙人藥師零救濟收容，她開始學習當地藥學成為見習藥師，利用所學幫助需要治癒身心的人們，在這個世界經歷許多事件和結識人們，獲得容身之處的同時也逐漸收穫屬於自己的幸福。

## 登場角色

### 主要角色
夏見千歲
本作女主角，故事開始時是20歲的日本大學生，為人善良。她自幼受母親千香指導，耳濡目染習得鋼琴彈奏技巧，但在高中時期隨著母親過世、父親再婚，在重組家庭中面臨不被多數家庭成員待見的孤獨處境。本篇中她在20歲生日時跟著一隻黑毛金眼的兔子穿越了穿越黑曜神社的鳥居，抵達座落異世界「鄉」的「千國」，不支倒地時獲得當地的仙人藥師零所救治收容，此後師從零成為見習藥師，學習藥學知識和幫助患者治癒身心的藥膳料理。
原先視力不佳需要依賴眼鏡輔助視物，但在踏入「鄉」後覺醒了普通地球人不俱備、連零亦評價蘊含遠高過常人的「仙力」，使她的視力大幅提升而不再需要配戴眼鏡，改用裸眼示人。在見習和幫助人們的過程逐步理解身處的異世界環境，認識許多貴人朋友，還和異母弟優透過千香生前的日記本理解母親不為人知的往事，更和「千國」的第三王子透李相戀。後來通過藥師考試成為「千國」的正規藥師，與透李結婚升格第三王妃仍保留藥師職位，兩者育有一女玉蘭。在小說第5卷雖然不捨女兒玉蘭遠嫁其他國家，仍選擇放手為她獻上祝福。
零
本作男主角之一，外型是留著銀白髮，相貌英挺的青年，其實是「千國」國境裡存活上百年的仙人兼藥師，在「千國」的千華街經營藥局「水仙堂」。他經常在對話時採用較直接的措詞，也會毫不客氣地指正他人錯誤，但個性本質正派富有智慧，連「千國」的皇室成員也泰半將他視作聖人君子而敬重有加。故事初期發現昏迷「千國」領地淋雨的千歲，認出她是來自異界的人，收容救治失去歸依之處的千歲傳授藥學知識。經常在千歳出錯時稱呼她「笨蛋（日语：安本丹）」，其實非常關切著千歳也逐漸認可她的成長。在玉蘭出生後為其命名的關鍵人物。
透李
本作男主角之一，有著醒目紅髮和翠綠雙眼的美青年，為人開朗樂於助人。其真實身分是千國的第三王子，非常敬仰著零。故事前期和西方的大陸型國家公主訂有政治婚約，他在千歲抵達異世界後引領她熟悉「千國」的環境，給予她不少幫助和啟示，隨著故事推進和千歲相戀，輔佐成為新王的兄長執政，經歷多番波折後如願和千歲結婚，兩者育有一女玉蘭。
玉蘭
小說第5卷登場的重要角色，透李和千歲的女兒，容貌和髮色遺傳至千歲。個性活潑的假小子，但無意進修藥學。後來在15歲時面臨政治聯姻的局面，最終同意婚事遠嫁。

### 次要角色

#### 現代日本
夏見千香
千歲的親生母親，外型和髮色均和千歲相仿，喜歡的樂曲是蕭邦的《幻想即興曲》。年輕時期是音樂大學的學生，與美里、千歲的父親為三角戀情關係，她曾經因緣際會穿越至「鄉」，後來回歸日本生活，結婚生下千歲並擔任鋼琴教師，成為啟蒙千歲彈琴的關鍵人物。在千歲於高中求學期間罹病驟逝。千歲和優姊弟倆直至穿越至「千國」偶然發現和閱讀千香生前遺留的日誌，才理解他們和異世界的關聯，也成為幫助千歲解決有關動情藥騷動的線索。
結城美里
千歲的繼母，優和真奈美的母親。年輕時期是千香、千歲的父親在音樂大學的同學，與千歲的父親在當時相戀一段時期但最終分手告終。對千香抱持競爭意識以至於產生劣等感，更為此在千香過世、與千歲的父親結婚後，經常刁難冷落千歲。
結城優
美里和千歲父親所生的長子，千歲的同父異母弟，較千歲年輕一歲。個性溫和的大學生，肯定千歲的才華，和已故的千香是家裡唯二真心關懷千歲的成員。在千歲失蹤後關切著她的安危，於小說第2卷同樣受黑毛金眼的兔子引導意外踏進「鄉」，撿獲千香生前遺留記載「鄉」事物的日誌本和千歲姊弟重逢，短暫留居「千國」期間理解千歲在這個世界經歷的見聞感悟與她尋獲歸屬的想法，經由千歲的指引回歸日本生活。
結城真奈美
美里和千歲父親所生的長女，千歲的同父異母妹，是家裡最小的孩子。身懷優越感的高中生，偕同美里瞧不起千歲。故事初期在千歲20歲生日當天出席鋼琴競賽，多數家人們決定一同聚餐慶祝真奈美的成就，卻忽略了千歲的生日，亦導致千歲進一步深感在家庭裡失去容身之處。
千歲的父親
和千香、美里同一所音樂大學的同學。大學時期曾和美里戀愛，但選擇和千香結婚，並且在千香過世後和美里續弦。雖然肯定千歲的鋼琴造詣，但消極應對美里、真奈美刻意針對千歲的處境，使千歲對其產生隔閡與不信任。

#### 千國
青火
千國第一王子，透李的大哥。和先代正王妃香華處於對立狀態。主張學習和引進西方國家技術，隨劇情見證千歲與透李的羈絆，逐漸認可千歲，後來登基成為千國的新王。
左京
千國第二王子，透李的二哥。幫助兄長青火調查揭穿先代正王妃香華的計謀，在青火成為千國的新王後，與透李輔佐青火政務。
蝶姬
千國第一公主，透李的妹妹。後來和千歲交好，經由對方指導學習彈奏鋼琴。
豆狛
外型是有著白色毛髮，額頭前方長著被視為珍貴藥材的石子的犬類生物，會說人話且對天氣變化敏銳。本篇中由零飼養一批豆狛在家畜圈中，相當親近千歲。
花南
一砂的妹妹，有著不亞於男性的武藝水準。和千歲交好。經由透李推薦擔任服侍蝶姬的護衛。
一砂
千華街的大長之子，花南的兄長。為人驕傲跋扈，被透李以曾協助推薦花南為由警戒而不敢造次。
緋澄
零的破門弟子，精於製作毒藥，知曉王室的黑暗秘密。
蓮蓮
小說第4卷初登場，零的新進弟子。
香華
千國的先代正王妃，出身鄰近千國的大陸型國家「常風國」，為謀求讓自己的兒子立為新王不惜發動政變，但被青火和左京等人聯合揭穿導致計畫功虧一簣。事後王室對外宣稱香華被處決，將她幽禁於王宮的樓閣。

## 迴響和後續
在七瀬陽擔綱作畫的改編漫畫版於2023年6月開始在漫畫應用程式Palcy連載時，本系列作銷售冊數超過28萬。
在本系列作小說完結後，友麻碧於2023年5月接受日語雜誌《達文西》的訪談中，將本系列作連同此前出版的《妖怪旅館營業中》、《淺草鬼妻日記》歸類為「友麻碧」名義出道第一季時期的作品，並宣布當時創作中的《梅蒂亞轉生物語》和《水無月家的婚約》為出道第二季時期的作品。同年6月，友麻碧將與繪師藤丸豆ノ介合作、在該年發行的原創漫畫《瑕疵新娘》納入出道第二季時期作品。

## 出版書籍

### 小說
| 卷數 | 幻冬舍 | 幻冬舍         | 幻冬舍              |
| 卷數 | 副標題 | 發售日期       | ISBN                |
| ---- | ------ | -------------- | ------------------- |
| 1    |        | 2016年11月25日 | ISBN 978-4344425446 |
| 2    |        | 2017年7月13日  | ISBN 978-4344426290 |
| 3    |        | 2019年2月7日   | ISBN 978-4344428393 |
| 4    |        | 2020年2月6日   | ISBN 978-4344429543 |
| 5    |        | 2021年7月7日   | ISBN 978-4344431058 |

### 漫畫

#### Denshi Birz版（入江アズマ版）
| 卷數 | 幻冬舍Comics  | 幻冬舍Comics        |
| 卷數 | 發售日期      | ISBN                |
| ---- | ------------- | ------------------- |
| 1    | 2018年3月24日 | ISBN 978-4344841925 |

#### Palcy版（七瀨陽版）
| 卷數 | 講談社            | 講談社                 |
| 卷數 | 發售日期          | ISBN                   |
| ---- | ----------------- | ---------------------- |
| 1    | 2023年11月30日[8] | ISBN 978-4-06-533495-9 |
| 2    | 2024年3月29日[8]  | ISBN 978-4-06-534614-3 |
| 3    | 2024年7月30日[8]  | ISBN 978-4-06-536179-5 |
| 4    | 2024年11月29日[8] | ISBN 978-4-06-537388-0 |